# Yerkes (kráter)

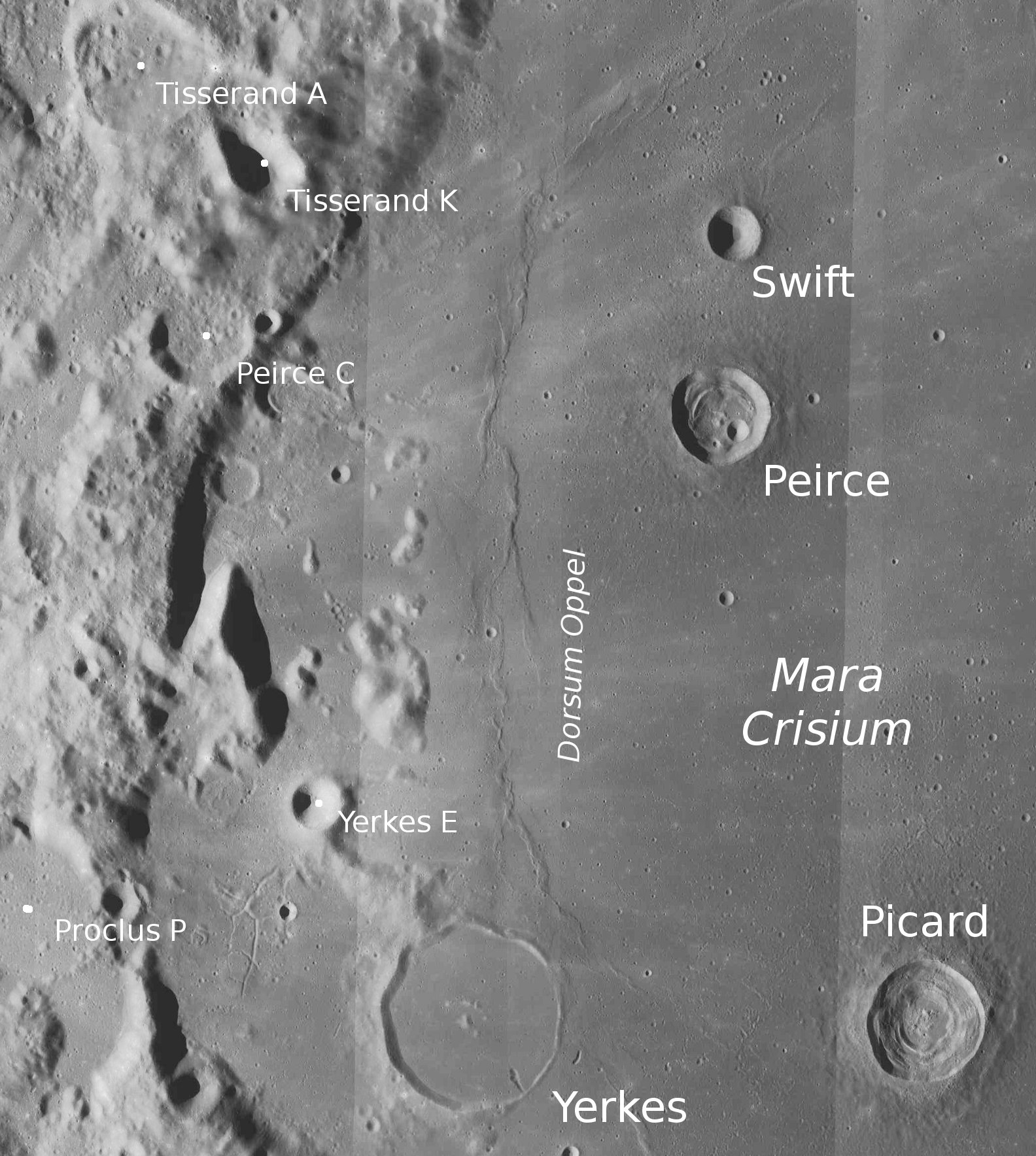
Poloha kráteru Yerkes.

Yerkes je lávou zatopený kráter nacházející se poblíž západního okraje Mare Crisium (Moře nepokojů) na přivrácené straně Měsíce. Má průměr 36 km, pojmenován byl podle amerického mecenáše astronomie Charlese Tysona Yerkese.
Severně se táhne výrazný mořský hřbet Dorsum Oppel, východně leží menší kráter Picard, severo-severovýchodně kráter Peirce.

## Satelitní krátery
V okolí kráteru se nachází několik menších kráterů. Ty byly označeny podle zavedených zvyklostí jménem hlavního kráteru a velkým písmenem abecedy.
| Yerkes | Sel. šířka | Sel. délka | Průměr |
| ------ | ---------- | ---------- | ------ |
| E      | 15.9° S    | 50.6° V    | 10 km  |